# Associação Esportiva 3B da Amazônia
A Associação Esportiva 3B da Amazônia é um clube brasileiro de futebol feminino com sede na cidade de Manaus, capital do estado do Amazonas. Fundado em 1.° de agosto de 2017, venceu o Campeonato Amazonense em 2019 e 2021.

## História
O 3B da Amazônia foi fundado em 1.° de agosto de 2017. No mesmo ano, debutou no Campeonato Amazonense com uma vitória pelo placar mínimo sobre o Iranduba e conseguiu chegar à decisão, a qual perdeu para o próprio Iranduba. O resultado deu à equipe a vaga para a Série A2 do Campeonato Brasileiro em 2018. Na competição nacional, inclusive, foi eliminado nas semifinais, perdendo a oportunidade de subir para a primeira divisão. Ficou novamente com o vice-campeonato estadual.
No ano de 2019, o 3B da Amazônia enfim venceu o Campeonato Amazonense, feito que repetiu em 2021. Já em 2022, ficou com o vice-campeonato da Série A3 do Campeonato Brasileiro. Apesar disso, o resultado assegurou o retorno do clube à segunda divisão nacional.

## Títulos
- Campeonato Amazonense: 2019[4] e 2021.[5]